# Hồi chuông tử thần 2
Hồi chuông tử thần 2 (tiếng Hàn: 고死 두번째 이야기: 교생실습; Romaja: Gosa dubeonjjae iyagi: Gyosaengsilseup; tiếng Anh: Death Bell 2: Bloody Camp) là một bộ phim điện ảnh Hàn Quốc năm 2010 thuộc thể loại Sát nhân kinh dị (Slasher horror). Đạo diễn phim là Yoo Sun-dong. Bộ phim là phần tiếp theo của Death Bell năm 2008. Nội dung phim không được giới thiệu trước khi ra rạp.

## Nội dung
Ở Hàn Quốc, một nữ sinh cấp ba cũng là vận động viên bơi lội Jeong Tae-yeon (Yoon Seung-ah) được tìm thấy đã chết trong bể bơi, trông giống như là tự tử. Hai năm sau, giáo viên Park Eun-su (Hwang Jung-eum) đến trường dạy học, nơi chị kế của Tae-yeon, Lee Se-hee (Park Ji-yeon), bị ám ảnh bởi một ảo cảnh ác mộng và bị bắt nạt bởi nữ sinh Eom Ji-yun (Choi Ah-jin). Eun-su rất khó khăn để có được sự kính trọng của các học sinh trong lớp và nhận được sự giúp đỡ của vị giáo viên lớn tuổi hơn, thầy Cha (Kim Su-ro). Se-hee và các bạn học của cô được chọn vào một lớp học đặc biệt gọi là "study camp" được tổ chức tại trường trong kỳ nghỉ hè, nơi 30 học sinh đến học cho kỳ thi đại học sắp tới. Cô giáo dạy bơi của trường bị sát hại trong phòng tắm, và dòng chữ "When an innocent mother is killed, what son would not avenge her death?" (Khi một người mẹ vô tội bị giết, người con nào không muốn trả thù?) được tìm thấy viết nguệch ngoạc trên tấm bảng đen. Một giọng nói thông báo với các học sinh rằng họ sẽ đều bị giết chết nếu họ không thể trả lời ai là kẻ giết người và vì sao. Các học sinh và giáo viên nhận ra rằng họ bị nhốt trong ngôi trường và sau đó hàng loạt cái chết bắt đầu xảy đến.
Sau cái chết của một số học sinh, thầy Cha bị mắc kẹt trong một căn phòng với nhiệt độ tăng nhanh. Các học sinh cố gắng cứu thầy Cha bằng cách nhập mật khẩu, nhưng đã quá muộn và anh ta bị thiêu rụi. Ji-yun hoảng sợ thú nhận tội lỗi của mình với Eun-su. Hai năm trước, Ji-yun và những học sinh bị giết đều là thành viên trong một nhóm học. Sau một buổi học, cả nhóm uống rượu và Soo-il bị cả nhóm ép cưỡng hiếp Tae-yeon. Tae-yeon phản kháng thì bị Ji-yun đập đầu vào vòi nước chết tại chỗ. Jung-bum, bạn trai của Tae-yeon, phát hiện ra xác của Tae-yeon nhưng thầy Cha, cô giáo dạy bơi và nhóm của Ji-yun đã đổ tội giết người cho Jung-bum, khiến anh bị đưa vào trại tâm thần và vụ việc này khiến mẹ anh lâm bệnh nặng rồi qua đời. Sau đó Jung-bum và Eun-su, được tiết lộ là chị gái của anh, bắt đầu lên kế hoạch trả thù các thủ phạm.
Eun-su thông báo rằng trong vòng 10 phút, các học sinh có thể sử dụng một chiếc điện thoại trong chiếc két sắt được đặt trong khán phòng. Lát sau, cô bị ba nam sinh tìm thấy và bị đánh đập (ba nam sinh này và Eun-su sau đó không còn thấy xuất hiện nữa). Trong khán phòng, cái bẫy cuối cùng được tìm thấy. Ji-yun bị trói vào một dây thòng lọng, còn chìa khóa két sắt ở đầu dây bên kia. Để mở két sắt, các học sinh phải kéo dây ra xa nhưng việc đó sẽ khiến Ji-yun bị treo cổ lên cao. Các học sinh đã mở két sắt và gọi điện, tuy nhiên đã hết thời gian và cuộc gọi bị ngắt kết nối, và Ji-yun đã bị treo cổ.
Jung-bum phóng hỏa đốt ngôi trường nhằm giết chết tất cả học sinh. Kwan-woo nghĩ ra cách sử dụng những bình gas nhỏ để phá hủy cánh cửa. Khi các học sinh chạy khỏi ngôi trường, Kwan-woo và Na-rae quay lại tìm Se-hee. Một sự thật khác được tiết lộ: hai năm trước Se-hee cũng là một thành viên trong nhóm học của Ji-yun và cũng có mặt vào đêm Tae-yeon chết. Khi thấy nhóm của Ji-yun hãm hại Tae-yeon, Se-hee đã cầu xin họ dừng lại nhưng Ji-yun đã đe dọa và đuổi cô đi. Se-hee đã bật khóc và rời đi mà không dám cứu em kế của mình.
Jung-bum đến bể bơi gặp Se-hee. Anh trói mình và Se-hee lại với nhau rồi nhảy xuống bể bơi để dìm chết cả hai. Kwan-woo và Na-rae cố gắng tháo sợi dây xích nhưng không thành, khiến Se-hee gần như chết đuối. Tuy nhiên, hồn ma của Tae-yeon xuất hiện và giải thoát Se-hee khỏi sợi dây xích, rồi Tae-yeon và Jung-bum dần biến mất trong bóng tối dưới bể bơi. Trong cảnh hậu danh đề, Se-hee được Kwan-woo cứu sống bằng phương pháp CPR, cả hai hoảng sợ vì dường như có ai đó ở phía sau họ.

## Diễn viên
- Yoon Shi-yoon vai Kwan-woo
- Park Ji-yeon vai Lee Se-Hee
- Hwang Jung-eum vai Park Eun-su
- Kim Su-ro vai thầy Cha
- Yoon Seung-ah vai Jeong Tae-yeon
- Son Ho-jun vai Jung-bum
- Choi Ah-jin vai Eom Ji-yun
- Park Eun-bin vai Na-rae
- Kim Min-young vai Min-jung
- Kwon Hyun-sang vai JK
- Ji Chang-wook vai Soo-il
- Nam Bo-ra vai Hyun-ah

## Ra mắt
Death Bell 2: Bloody Camp ra mắt đầu tiên tại Puchon International Fantastic Film Festival vào ngày 23 tháng 7 năm 2010, là buổi lễ diễn ra gần ngày công chiếu. Bộ phim được công chiếu chính thức ở Hàn Quốc vào ngày 28 tháng 7 năm 2010. Khi ra mắt chính thức, bộ phim đã rất thành công với 50,000 người xem ở Hàn Quốc trong ngày đầu tiên ra rạp. Người phát ngôn chính thức của bộ phim cho biết điều này "gấp bốn lần những gì chúng tôi kỳ vọng".
Khi viết kịch bản, ý tưởng của bộ phim là các nhân vật phải giải các vấn đề của họ trong một trò chơi câu đố như những gì họ làm trong phần một của series phim. Đạo diễn Yoo Sun-dong đã phản đối ý tưởng đó vì ông cảm thấy đã quá nhiều chi tiết giống với phần một. Đạo diễn bị ảnh hưởng bởi những gì ông đã trải qua thời trung học, đã phát biểu rằng "Các giáo viên quyết đoán như giáo viên Kang (Kim Byung-ok đóng) và giáo viên Cha (Kim Su-ro đóng) hay sự cạnh tranh và hành vi bạo lực giữa các học sinh là những điều mà tôi đã thấy và tự trải nghiệm khi còn đi học. Tôi đã cố để đưa các yếu tố kinh dị vào trong bộ phim."

## Đón nhận
The Hollywood Reporter viết về bộ phim như là một "sai lầm đáng lo ngại và hướng phát triển cẩu thả của Death Bell" ghi chép rằng "Cảnh phim duy nhất đáng để chú ý là khi học sinh Jang-kook bị bỏ rơi ở hành lang và bị tấn công liên tục bởi một chiếc xe máy gắn kèm những lưỡi dao xoay tròn. Nó có sự dã man, hơi hướng tai quái Mad Max." JoongAng Daily đã viết bài review chê bai bộ phim, nói rằng "Nó nên đưa ra nhiều cơ hội hơn và cho người xem thấy nhiều hơn là máu... bộ phim không cho họ thấy nhiều điều, những người là fan ruột của dòng phim Slasher (Sát nhân)." Bất chấp những đánh giá tiêu cực, cả The Hollywood Reporter và JoongAng Daily đã ca ngợi các cảnh phim bao gồm chiếc xe gắn lưỡi dao nhọn tấn công một học sinh. Liên đoàn phim điện ảnh Châu Á đánh giá bộ phim đạt 7 trên 10 điểm và cho rằng bộ phim "U ám, diễn biến nhanh đẫm máu, với ít điểm nhấn trong trò chơi đếm ngược nhưng giàu nội dung hơn phần trước đó."